# Pierre Longue du Bouchet
Pour les articles homonymes, voir Pierre Longue.
La Pierre Longue du Bouchet est un menhir situé à Gennes, dans le département français de Maine-et-Loire.

## Protection
L'édifice est inscrit au titre des monuments historiques par arrêté du 3 octobre 1990
.

## Description
Le menhir est constitué d'une dalle plate effilée de forme triangulaire  mesurant 3,60 m de haut.